# 王庆余
王庆余（？—），中华人民共和国政治人物、外交官。
1990年，接替王桂新，担任中华人民共和国驻荷兰大使。1993年，由吴建民接任。